# Industriële droogtechnieken
Drogen is een van de meest toegepaste industriële processen. 
Indien producten gedroogd moeten worden, zal er een keuze gemaakt moeten worden tussen de diverse droogtechnieken en moet droogapparatuur worden geselecteerd. Gezien de grote verscheidenheid aan te drogen producten is er ook een grote diversiteit aan drogers. Veel toegepast zijn hete lucht (volumedrogen, thermisch drogen) en contact (oppervlaktedrogen, mechanisch drogen). Daarnaast zijn alternatieve droogtechnieken in opkomst, zoals diëlektrische droging. Hiermee bestaat slechts een beperkte ervaring en de toepasbaarheid en het droogresultaat zijn veelal niet op voorhand bekend. Het belang van de efficiëntie van drogen is de laatste tijd duidelijk groter geworden in verband met de hoge energiekosten en de steeds strengere kwaliteitseisen van de klant.